# Can Masferrer (l'Escala)
Can Masferrer és una casa dins del nucli antic de la població de l'Escala, al capdamunt del Carrer dels Germans Masferrer. La finca actual ocupa els números 49 i 51 del mateix carrer. Casa pairal on va néixer i habitar en Diego Masferrer i Oliveras i en Josep Masferrer i Oliveras, ambdós metges i escalencs de pro, que varen fer canviar el nom del carrer, on es troba la seva casa, per dedicar-lo a ells mateixos.

## Arquitectura
Conjunt de dos edificis entre mitgeres adossats de planta rectangular, que actualment formen part de la mateixa finca. L'edifici del número 49 està format per tres crugies adossades, amb la coberta a dues vessants. Està distribuït en planta baixa i pis. La façana principal presenta, a la planta baixa, el portal d'accés d'obertura rectangular, bastit amb carreus de pedra ben escairats. Al costat, una finestra de les mateixes característiques, amb llosana circular i reixa de ferro treballada. Al pis, destaca un balcó exempt d'obertura rectangular, bastit amb carreus de pedra regulars, amb la llosana motllurada i la reixa de ferro. A cada costat, una finestra emmarcada amb pedra, amb els ampits sobresortits. La façana està coronada amb una canalera de teula verda vidriada.
La casa del número 51 està formada per dues crugies, amb una zona de pati a la part posterior. Té la coberta a dues vessants de teula i consta de planta baixa, pis i altell. La façana principal presenta, a la planta baixa, un portal rectangular amb els brancals bastits amb carreus de pedra ben desbastats i la llinda plana, amb una creu com a decoració central. Al costat, dues finestres rectangulars emmarcades amb carreus de pedra i amb reixes de ferro. Al pis hi ha dos balcons exempts, amb la llosana motllurada i la barana de ferro. Hi tenen sortida dos finestrals rectangulars, amb els brancals bastits amb carreus i la llinda plana. Al costat, una finestra rectangular emmarcada amb pedra. A l'altell hi ha dues petites finestres rectangulars, també emmarcades amb pedra. La façana està coronada amb una canalera de teula verda vidriada.
La resta de la construcció es troba arrebossada i pintada de color blanc.